# Darjeeling (district)
Darjeeling is een district in de Indiase staat West-Bengalen, in het oosten van India. Het heeft een oppervlakte van 2092 km² en 1.846.823 inwoners (2011). De hoofdstad is het gelijknamige Darjeeling.
Het district wordt bestuurd door de autonome Darjeeling Gorkha Autonomous Hill Council.

## Geografie
Darjeeling is gelegen in de kippennek (Engels: chicken's neck), een smalle strategische strook India tussen de landen Bangladesh, Bhutan en Nepal, die de romp van India scheidt van de noordoostelijke staten van India. Het smalste deel van deze corridor bedraagt iets meer dan 20 km en ligt tussen de plaats Bagdogra en het uiterste zuiden van het district.
Het district Darjeeling grenst aan de volgende gebieden:
- de Nepalese districten Jhapa, Ilam en Panchthar in het westen;
- de Indiase staat Sikkim in het noorden;
- de West-Bengaalse districten Kalimpong en Jalpaiguri in het oosten;
- het Bengaalse district Panchagarh in het zuidoosten;
- het West-Bengaalse district  Uttar Dinajpur in het zuiden;
- het district Kishanganj van de Indiase staat Bihar in het zuiden.

Kalimpong behoorde tot 2017 tot Darjeeling, maar splitste zich af en vormt sindsdien een afzonderlijk district binnen West-Bengalen.
Darjeeling ligt tegen de zuidhellingen van de Himalaya. De bergen van het noorden zijn bebost. In het zuiden bevinden zich heuvels met theeplantages. De grootste stad van het district is Siliguri, hoewel een deel ervan in het district Jalpaiguri ligt. Andere belangrijke steden zijn Kurseong en de hoofdstad Darjeeling.

## Politiek
In het midden van de jaren 1980 probeerden het Gorkha Nationaal Bevrijdingsfront (GNLF) een aparte staat, Gorkhaland, uit West-Bengalen los te weken voor de Gurkha, een volk van Nepalese afkomst. In 1988 werd echter, na grote onrust onder de bevolking, de Darjeeling Gorkha Autonomous Hill Council opgericht. Na een wapenstilstand kreeg deze raad het officieel voor het zeggen in het district en kreeg deze ook beperkte autonomie. Het Gorkha Nationaal Bevrijdingsfront maakt sindsdien de dienst uit in de Darjeeling Gorkha Autonomous Hill Council. Er nog steeds partijen die streven naar afsplitsing van West-Bengalen. Andere partijen willen dat niet, maar streven wel naar meer autonomie.

## Economie
De belangrijkste economische activiteiten betreffen de theeteelt, bosbouw, landbouw en tuinbouw. Het district staat bekend om de gelijknamige theesoort. De aanplant van theestruiken was een idee van dokter Campbell, chirurg bij de koloniale medische dienst. Vanaf 1841 experimenteerde hij met verschillende theesoorten. In 1850 kwam de grootschalige productie op gang.